# Orectis massiliensis
Orectis massiliensis là một loài bướm đêm trong họ Noctuidae.